# 卡涅阿德斯船板
在倫理學中，卡涅阿德斯船板是由古希臘學者卡涅阿德斯所構想的一個思想實驗。其所探討的主題是自衛。
在這個思想實驗中，有甲與乙兩名遭遇船難的水手。他們兩人同時看見一塊只能支撐一人的船板，並且試圖游向船板，甲首先游到船板處，攀在上面。乙到了後，把甲推下船板，讓即將要溺水的自己攀在船板上。最終甲溺斃了，乙被搜救隊救回。乙是否該當謀殺罪？
結果乙並沒有被法庭判處謀殺罪名。原因是倘若乙必須殺死甲以求自保，那麼乙的作為，便是屬於自衛，即緊急避難。

## 與卡涅阿德斯船板相關的創作
- 在《金田一少年之事件簿》漫畫第六卷，悲戀湖殺人事件，犯案者的目標便是落於卡涅阿德斯船板的情況的某位生還者之中。
- 2003年上映的電影《奪魂鋸》中，高登醫生為了逃出房間就必須殺死亞當·史丹海特。這種情況也可認為是處於卡涅阿德斯船板的情況中。

## 真實的卡涅阿德斯船板
- 1884年英國的女王诉杜德利与斯蒂芬案奠定了緊急避難並非謀殺的辯解。

## 參閱
- 逼從
- 倫理困境